# Mirounga Flats
Mirounga Flats är en platå i Antarktis. Den ligger i Sydorkneyöarna. Argentina och Storbritannien gör anspråk på området. Mirounga Flats ligger på ön Signy.